# WASP-107 b
WASP-107 b est une planète extrasolaire de type super-Neptune chaud découverte en 2017 autour de WASP-107, une étoile de type spectral K6V de 0,69 masse solaire. Elle se situe à 212 années-lumière de la Terre dans la constellation de la Vierge. L'atmosphère de WASP-107 b est la première atmosphère d'exoplanète dans laquelle de l'hélium a été détecté ainsi que la première atmosphère étendue d'exoplanète détectée en infrarouge.

## Découverte
En 2017 par Anderson et al dans le cadre du projet SuperWASP recherche d'exoplanètes par la méthode du transit astronomique. 

## Caractéristiques physiques
Sa masse est estimée à 38 masses terrestres (soit 0,12 masse jovienne) est de type super-Neptune chaud, et sa taille avoisine celle de Jupiter (0,94 rayon jovien). C'est une des exoplanètes connues de plus faible densité,, une densité comparable à un marshmallow.
Elle est dotée d'un noyau d'environ 12 masses terrestres.

## Orbite
Elle orbite très près de son étoile WASP-107, une naine orange de faible brillance, à 0,055 ua (soit un peu plus de 8 millions de km) en environ 5 jours et 17 heures terrestres. Les astrophysiciens posent l'hypothèse que la planète ne s'est probablement pas formée sur son orbite actuelle : elle a probablement migré vers l'intérieur depuis son orbite de naissance au-delà de 1 ua en raison de l'important rapport de masse gaz/noyau et l'interaction avec la planète plus massive WASP-107 c,.

## Atmosphère

### Caractéristiques
WASP-107b est composée de 85 % d'atmosphère qui s'étend sans doute sur des dizaines de milliers de kilomètres, comme la chevelure d'une comète, 7 fois plus longue que son propre rayon,. L'exoplanète qui n'est pas assez massive a du mal à retenir cette atmosphère moelleuse et devrait lentement la perdre, elle se réduit également par le rayonnement ultraviolet extrême de WASP-107. La température estimée de son atmosphère est d'environ 500°C. En 2023, les analyses des données du JWST donnent des températures supérieures allant jusqu'à 1000°C. Sa taille comparable à celle de Jupiter mais du dixième de sa masse permet de sonder environ 50 fois plus profondément dans son atmosphère que celle de Jupiter.

### Composition

#### Hélium
WASP-107 b est la première exoplanète dans l'atmosphère de laquelle de l'hélium est détecté,,. L'observation de WASP-107 b dans la raie de l'hélium à 1 083,3 nm a également montré pour la première fois la présence d'une atmosphère étendue d'exoplanète dans l'infrarouge. Ce résultat démontre une nouvelle méthode pour étudier les atmosphères étendues, méthode qui est complémentaire aux observations dans l'ultraviolet dans la raie de l'hydrogène neutre.

#### Autres éléments
Une métallicité super-solaire est détectée dans les observations du JWST de novembre 2023.
Les résultats donnent entre autres du dioxyde de soufre, des nuages de silicates s'échappant de sa faible atmosphère ainsi que de la vapeur d'eau,.
L’absence de méthane sur WASP-107b, contrairement aux modèles théoriques des géantes gazeuses similaires, remet en cause les modèles des atmosphères d'exoplanètes.
Une étude publiée en 2024 révèle la détection de vapeur d'eau, de méthane, de monoxyde de carbone, de dioxyde de carbone, de dioxyde de soufre et d'ammoniac,.